# PDVSA
Petróleos de Venezuela, S.A. (PDVSA, phát âm tiếng Tây Ban Nha: [peðeˈβesa]) (tiếng Anh: Dầu khí của Venezuela) là công ty dầu khí tự nhiên thuộc sở hữu nhà nước Venezuela. Nó có các hoạt động thăm dò, sản xuất, lọc và xuất khẩu dầu cũng như thăm dò và sản xuất khí đốt tự nhiên. Kể từ khi thành lập vào ngày 1 tháng 1 năm 1976 với việc quốc hữu hóa ngành công nghiệp dầu mỏ của Venezuela, PDVSA đã thống trị ngành công nghiệp dầu mỏ của Venezuela, nhà xuất khẩu dầu lớn thứ năm trên thế giới.
Trữ lượng dầu mỏ Venezuela là lớn nhất trên thế giới và PDVSA thuộc sở hữu nhà nước cung cấp cho chính phủ Venezuela các nguồn tài trợ đáng kể. Sau cuộc cách mạng Bolivar, PDVSA chủ yếu được sử dụng như một công cụ chính trị của chính phủ. Từ năm 2004 đến 2010, PDVSA đã đóng góp 61,4 tỷ đô la cho các dự án phát triển xã hội của chính phủ, với khoảng một nửa trong số này được chuyển trực tiếp đến các nhiệm vụ khác nhau của Bolivar trong khi phần còn lại được phân phối thông qua Quỹ phát triển quốc gia. Lợi nhuận cũng được sử dụng để hỗ trợ tổng thống, với các khoản tiền dành cho các đồng minh của chính phủ Venezuela.
Với việc PDVSA tập trung vào các dự án chính trị thay vì sản xuất dầu, tình trạng cơ học và kỹ thuật trở nên xấu đi trong khi chuyên môn của nhân viên bị loại bỏ sau hàng ngàn vụ đốt động cơ chính trị. Sự bất tài trong công ty đã dẫn đến sự thiếu hiệu quả và tai nạn nghiêm trọng cũng như tham nhũng đặc hữu. Kết quả là, hàng ngàn công nhân đã từ bỏ công việc của họ cho PDVSA, [9] đặc biệt là sau khi PDVSA bị đặt dưới sự kiểm soát của quân đội.